# Exyrias puntang
Exyrias puntang är en fiskart som först beskrevs av Bleeker, 1851.  Exyrias puntang ingår i släktet Exyrias och familjen smörbultsfiskar. IUCN kategoriserar arten globalt som livskraftig. Inga underarter finns listade i Catalogue of Life.